# 어느날 그녀에게 생긴 일
《어느날 그녀에게 생긴 일》(영어: Life or Something Like It)은 미국에서 제작된 스티븐 헤릭 감독의 2002년 로맨틱 코미디 드라마 영화이다. 앤젤리나 졸리, 에드워드 번스 등이 출연하였고, 아넌 밀천 등이 제작에 참여하였다.

## 줄거리
시애틀 방송국 기자인 야심만만한 주인공은 어느 날 7일 후에 사망할 거라는 예언을 듣고 절망하여 삶을 재고하게 된다. 남자친구도 가족도 의지가 되지 않는 가운데 뜻밖에도 예전에 하룻밤 관계를 가진 적이 있으며 숙적이기도 한 촬영 기사가 위안을 주기 시작한다.

## 출연진
- 앤젤리나 졸리
- 에드워드 번스
- 토니 셜루브
- 크리스천 케인
- 제임스 개먼
- 멀리사 에리코
- 스토커드 채닝
- 리사 손힐
- 그레고리 잇진

## 기타 제작진
- 협력 제작: 제프리 웨츨
- 총괄 제작: 케네스 애치티
- 배역: 샤론 비알리
- 미술: 빌 그룸
- 의상: 애기 거라드 로저스